# Epiphone
Epiphone, Епіфон — американський виробник гітар. Ім'я «Epiphone» є сполученням прізвиська Епамінондаса Страфопоуло «Епі» та грецького слова «фон» (голос). Епіфон виробляє електрогітари, бас-гітари, банджо та інші струнні інструменти.

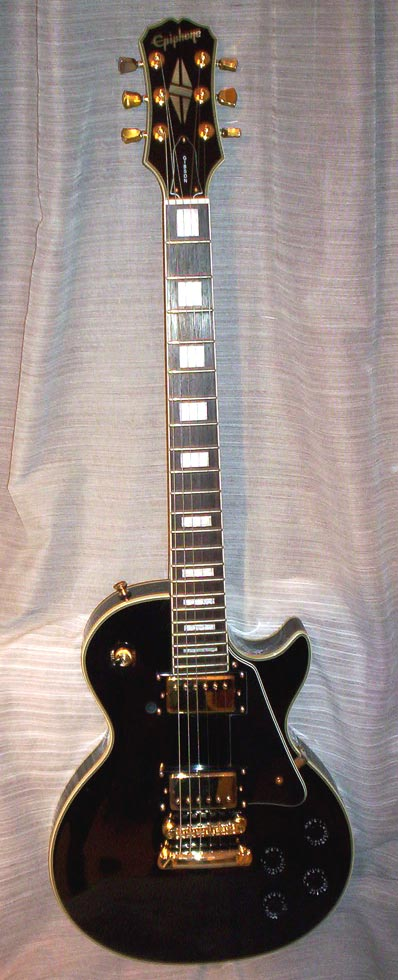
Епіфон Лес Пол Стандарт

Утворена 1873 року греком Анастасіосом Страфопоулосом у Смирні в Османській імперії. Страфопоулос перебрався у 1903 році в Америку, де виробляв мандоліни у Лонг-Айланд-Сіті у Квінс у Нью-Йорці. По смерті Анастасіоса у 1915 році майстерню перейняв його син Епамінондас. Після Першої світової війни «Будинок Страфопоуло» почав виробляти банджо. 1928 року компанія перейменована на «Епіфон банджо компанію» й почала виробляти перші гітари. 1943 року Епамінондас помер. Два його брата не були успішними керівниками, тому підприємство переїхало з Нью-Йорку до Філадельфії.
Куплена 1957 року Chicago Music Company, що вже володіла Gibson.
Epiphone був кращим за багатьма моделями гітар за свого конкурента Gibson. Проте фінансова слабкість компанії поклала край конкуренції й поглинення Ґибсоном.
З 1971 року гітари Епіфон почали вироблятися у Японії; у 1980-их роках — у Кореї (підрядчик Samick, припинено); з 2002 року на заводі у Ціндао у Китаї. Також в Індонезії (підрядчик Samick).
Для європейського споживача гітари виробляються у Горовиць у Чехії на підприємстві Bohemia Musico-Delica. Починаючи з 1971 року тільки поодинокі серії гітар вищого класу виготовлялися у США.
Найвідомішою серією гітар Епіфона є Epiphone Casino, на яких грали Бітлз. Найпоширенішою серією гітар є Epiphone Les Paul, що є копією відомої Gibson Les Paul.

## Серійні номери
Корея
- I = Saein
- U = Unsung
- S = Samick
- P or R = Peerless
- K = Korea
- MR = Korea

Китай
- DW = DaeWon
- EA = Gibson/QingDao
- EE = Gibson/QingDao
- MC = Muse
- SJ = SaeJung
- Z = Zaozhuang Saehan
- BW = China

Японія
- No letter or F = FujiGen
- J or T = Terada

Чехія
- B = Bohêmia Musico-Delicia

Індонезія
- SI = Samick Indonesia

Example: SI09034853 SI = Samick Indonesia, 09 = 2009, 03 = March, 4853 = manufacturing number.
YYMMFF12345
- YY рік
- MM місяць
- FF номер фабрики
- 12345 номер продукту

### Моделі гітар
- AJ-100 / 100CE
- AJ-220S / 220SCE
- Allen Woody Rumblekat
- Broadway
- Casino / 1961 50th Anniversary / Elitist / Insp. by John Lennon
- Dobro Houndog Roundneck & Squareneck Resonator Guitar
- Dobro Houndog Deluxe Roundneck & Squareneck Resonator Guitar
- Dot / Dot Studio
- DR-100 & 212
- Dwight Trash Casino
- Emperor Swingster / Royale / Black Royale
- Graveyard Disciple
- Inspired by 1964 Texan
- Jack Casady Signature Bass
- Joe Pass Emperor II
- Masterbilt DR-500MCE
- Masterbilt EF-500RCCE
- MB-100 & 200 Banjo
- MM-20 / 30S / 50E Professional Mandolin
- PR-150
- PR-5E
- Riviera Custom P93
- Sheraton II
- Sonador
- SST Classic
- Triunfadora
- Tobias «Toby» Deluxe IV & V
- Tobias «Toby» Standard
- Viola Bass
- Wildkat / Royale

## Відомі гітаристи які використовували Epiphone
- Josh Homme
- Skrymer Finntroll
- Пол Маккартні Beatles
- Карл Барет
- Адам Фішер
- Ноель Галлагер
- John's Children
- Марк Болан
- Стіві Мур
- Василь Гоцко Холодне Сонце
- Олексій Казанцев Брем Стокер (гурт)
- Сергій Фоменко Мандри